# Focke-Wulf Fw 58
De Focke-Wulf Fw 58 Weihe was een Duits tweemotorig vliegtuig dat voor het eerst vloog in 1935.

## Ontwikkeling en eigenschappen
Begin jaren dertig had het Duitse Reichsluftfahrtministerium behoefte aan een licht, snel en multifunctioneel lesvliegtuig voor de opleiding van bommenrichters, radio-operateurs en boordschutters. De vliegtuigbouwers Arado en Focke-Wulf kregen de opdracht een ontwerp voor dit vliegtuig te maken. Nadat de prototypes van Arado en Focke-Wulf uitvoerig waren getest, besloot men verder te gaan met de Focke-Wulf Fw 58.
De productie van de Focke-Wulf Fw 58 begon in 1937. Het vliegtuig had een constructie bestaande uit staalbuis en linnen met aluminium beplating op de neus. Het toestel werd vooral als lesvliegtuig ingezet, maar ook voor het vervoer van vracht en personen. De militaire uitvoering van het lesvliegtuig had een geschutskoepel in de neus. In de cockpit zaten instructeur en de piloot naast elkaar.

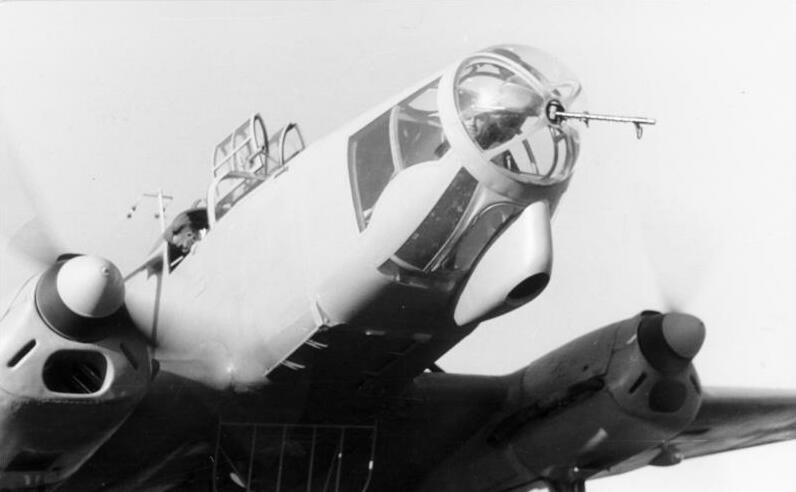
Een Fw 58 in Rusland, januari 1942

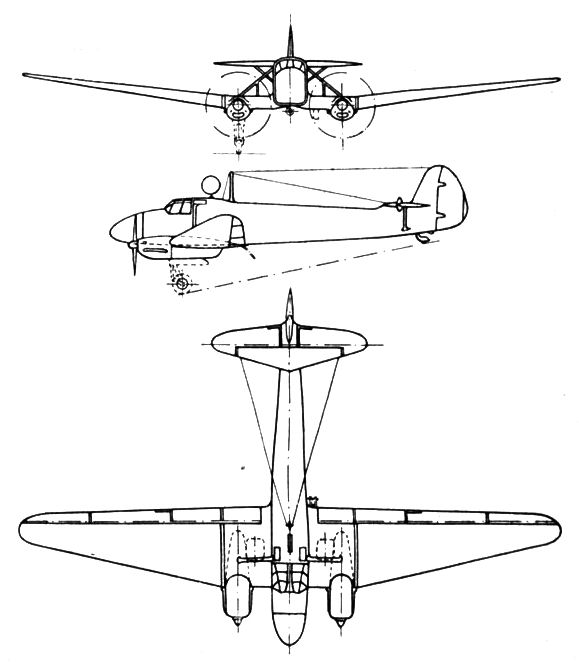

## Inzet in Duitsland en daarbuiten
Tussen 1935 en 1943 zijn er 1668 exemplaren van de Focke Wulf Fw 58 geleverd aan de Luftwaffe en particuliere bedrijven in Duitsland. Voor de uitbraak van de Tweede Wereldoorlog had de Deutsche Lufthansa acht toestellen in gebruik.
Het toestel was een van de meest geëxporteerde Duitse vliegtuigen. Volgens documenten van het Oberkommando der Luftwaffe is er tot 25 januari 1945 een aantal van 319 vliegtuigen geëxporteerd naar Argentinië, Brazilië, Bulgarije, Roemenië, Zweden, Slowakije, Finland, Turkije, Kroatië, Hongarije, Spanje, Sovjet-Unie, China en Tsjecho-Slowakije.

### Inzet in Nederland
De Nederlandse Luchtvaartbrigade had vijf exemplaren van de Focke-Wulf Fw 58 B-2 in gebruik als overgangs-opleidings-vliegtuig. De toestellen werden geregistreerd onder de nummers 195 tot en met 199. De 195 tot en met 197 kwamen in mei 1939 in dienst, de 198 en 199 volgden begin 1940. Tijdens de Duitse aanval op Nederland in 1940 gingen alle toestellen verloren.
De Duitse Oberbefehlshaber der Niederlande Friedrich Christiansen maakte gebruik van een Focke-Wulf Fw 58 F-7.